# Wikinger-Linie

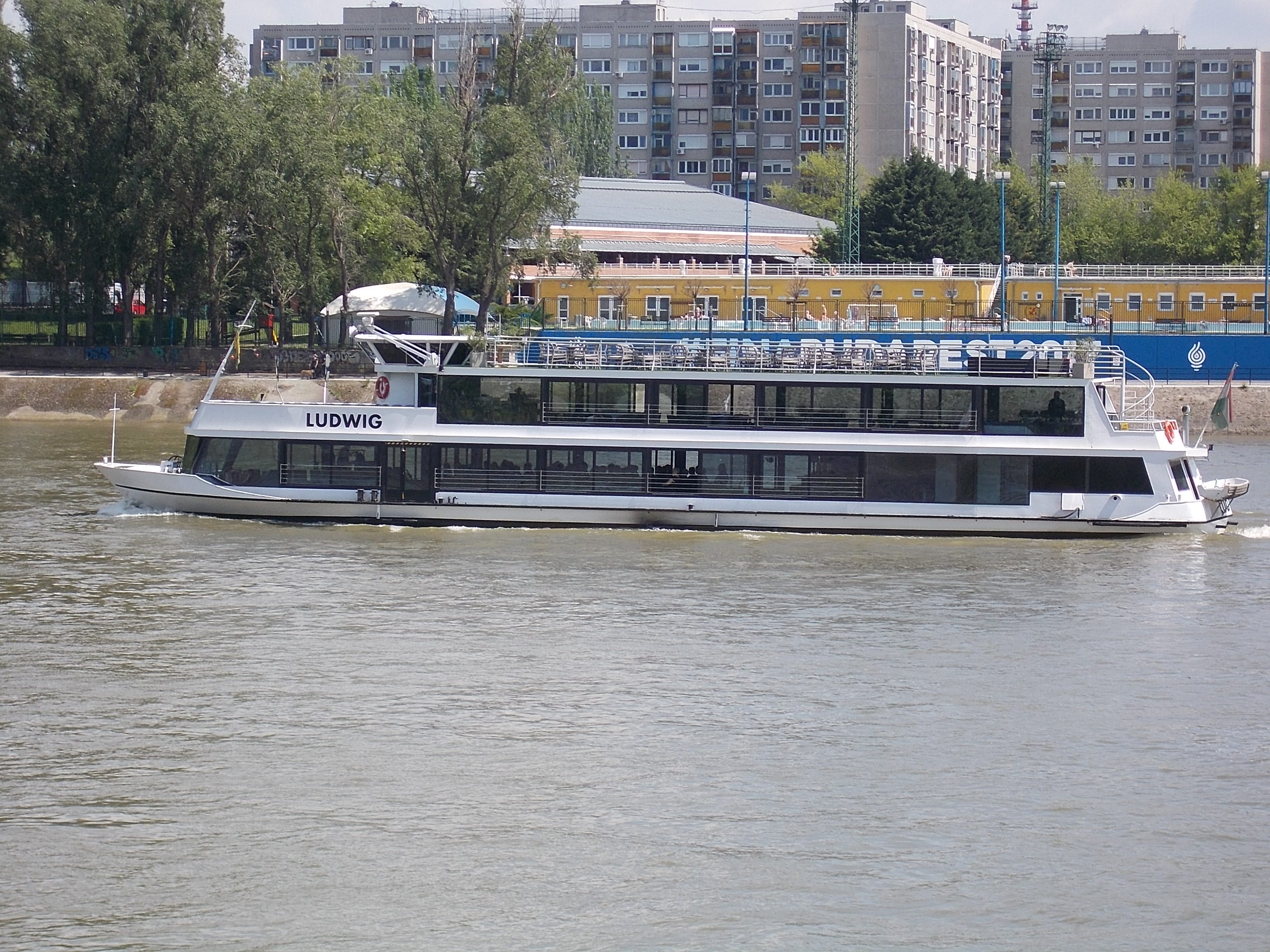
Die ehemalige Wikinger II im Jahre 2017 als Ludwig in Budapest

Die Wikinger-Linie („Wikinger Linie – Frankfurter Fahrgastschiffahrt Adolf-Ulfried Nauheimer“) war eine Binnenreederei mit Sitz in Frankfurt am Main, die mit ihren Fahrgastschiffen Fahrten auf dem Main, Rhein und Neckar anbot und von 1976 bis 1998 bestand.

## Geschichte
Die Familie Nauheimer betrieb seit 1880 Schiffsverkehre in und um Frankfurt am Main, als Peter Nauheimer sein erstes Schiff, den Raddampfer Frankfurt, kaufte. Im Laufe der folgenden Jahrzehnte betrieb die Familie Schifffahrt und arbeitete dabei etwa von den 1920er Jahren bis 1959 in der Reedereigemeinschaft „Flettner-Nauheimer“ mit der Familie Flettner zusammen. Nachdem die Rheingold auf einer Werft verbrannt war, verkauften die drei Nauheimer und die drei Söhne der Familie Flettner ihre Schiffe an die Köln-Düsseldorfer Deutsche Rheinschiffahrt.

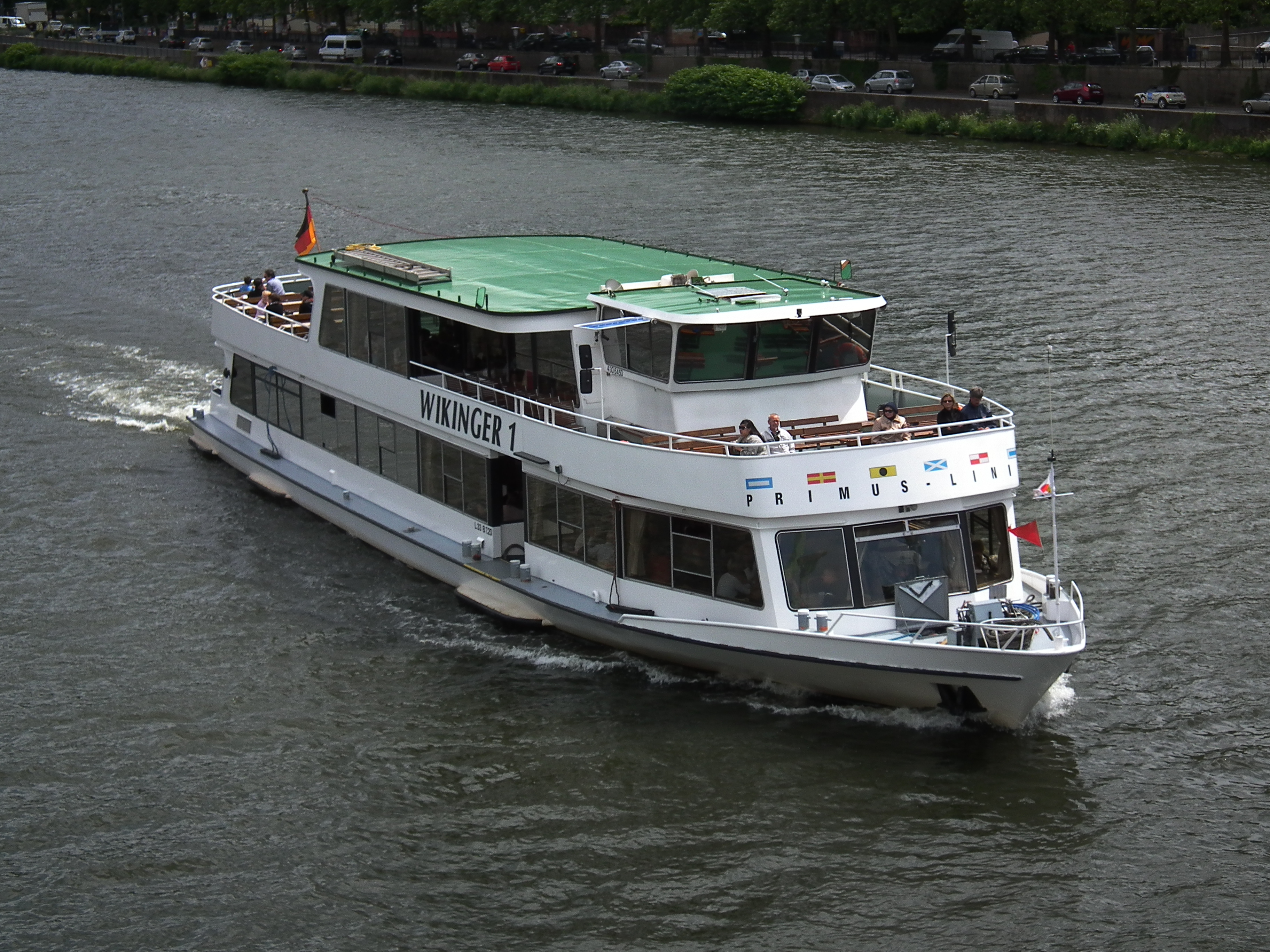
Die Wikinger – zuerst bei der Wikinger-Linie, seit 1998 bei der Primus-Linie

Anschließend betrieben Adolf Nauheimer mit der Wikinger bis 1981 und sein Vetter, Hans Nauheimer mit der Vaterland bis 1991 eigene Betriebe in Frankfurt. 1974 machten sich Anton Nauheimer mit der Primus und 1976 Adolf-Ulfried Nauheimer mit dem Schiff Wikinger II selbständig.
Die Gründungs- und Unternehmensgeschichte seiner nach dem Schiff benannten „Wikinger-Linie“ steht noch zur Aufarbeitung an. Die Reederei war am Mainkai direkt am Eisernen Steg beheimatet – im selben Gebäude wie auch die Primus-Linie seines Groß-Cousins Anton Nauheimer.
Mit Stand von Frühjahr 1996 wurden folgende Verkehre und Strecken bedient: Die Schiffe der Reederei waren von Ostern bis Mitte Oktober sowie im Dezember im Linieneinsatz. Bedarfsverkehre konnte das ganze Jahr über angemietet werden. Auf dem Programm der Reederei standen Sonderfahrten ab Frankfurt nach Mainz, Nierstein, Rüdesheim, Bacharach, St. Goar/Loreley, Boppard, Miltenberg, Heidelberg und Koblenz. Darüber hinaus wurden die Schiffe für Sonderveranstaltungen genutzt bzw. angeboten wie Weinproben, Ausstellungen, Verkaufsmessen, Musikfahrten, Tanzfahrten, Mainfestfahrten, Rhein in Flammen, Wintermärchen-Rundfahrten, Silvesterkreuzfahrten, Sonderprogramme für Betriebs- und Vereinsausflüge und Familienfeiern.
Da Adolf-Ulfrid Nauheimer keinen Nachfolger hatte, verkauft er aus Altersgründen die Wikinger-Linie im Juli 1998 an seinen Großcousin Anton Nauheimer – dem Reeder der Primus-Linie. Zusammen mit der Reederei übernahm die Primus-Linie die beiden aktiven Schiffe Wikinger 1 (2) und  Wappen von Frankfurt, die beide weiterhin zur aktiven Flotte der Primus-Linie gehören.

## Schiffe der Reederei
Bekannt sind aus der Flotte drei Fahrgastschiffe, von denen zwei zusammen mit der Reederei 1998 an die Primus-Linie verkauft wurden.
| Name                 | Baujahr, Werft                       | Abmessungen                          | Passagiere     | im Dienst der Reederei | Anmerkungen, Verbleib |
| -------------------- | ------------------------------------ | ------------------------------------ | -------------- | ---------------------- | --- |
| Wikinger II          | 1976 Schiffswerft Karcher, Freistett | 38,70 lang × 7,50 breit × 1,10 tief  | 400 Passagiere | 1976–1994              | 1995 an Berchinger Personenschiffahrt Richard Strik in Berching verkauft und in König Ludwig umbenannt. 2000 Weiterverkauf an Oderhaff Reederei Peters in Ueckermünde für zollfreie Einkaufsfahrten, mit dem EU-Beitritt Polens Passagierverkehr zwischen Mescherin und Stettin. 2005 Restaurantschiff in Ueckermünde, seit 2015 als ungarische Ludwig in Budapest.. |
| Wikinger 1 (2)       | 1988 Lux-Werft, Niederkassel/Mondorf | 33,00 lang × 7,20 breit × 1,00 tief  | 250 Passagiere | 1988–1998              | 1998 mit der Reederei an Primus-Linie verkauft, 2014 auf 37 Meter verlängert, weiterhin bei Primus-Linie im Einsatz. |
| Wappen von Frankfurt | 1995 Lux-Werft, Niederkassel/Mondorf | 44,80 lang × 10,50 breit × 1,30 tief | 500 Passagiere | 1995–1998              | 1998 mit der Reederei an Primus-Linie verkauft, weiterhin bei Primus-Linie im Einsatz. |